# Adolfo González de Careaga
Adolfo González de Careaga Urquijo (Bilbao, 1897-Bilbao, 4 de enero de 1937) fue un abogado y político español.

## Biografía

### Origen y familia
Sus progenitores fueron Miguel González de Careaga y de Escobosa y Rafaela Urquijo Ybarra. El padre, de afiliación monárquica, figuró entre los componentes del grupo fundacional de La Gaceta del Norte, órgano de opinión católico, que nació en 1901 bajo la inspiración de José María Urquijo Ybarra. Su madre era Rafaela Urquijo Ibarra (Bilbao, 26-6-1868). Fueron sus abuelos maternos Adolfo Urquijo Goicoechea, asesor jurídico, y María del Rosario Ybarra Arambarri, miembro de la tercera generación de la familia Ybarra, de tanta trascendencia para la vida económica y social vizcaína y vasca. Era sobrino, por tanto, de Julio Urquijo Ibarra, como también de Adolfo Gabriel Urquijo Ibarra y José María Urquijo Ibarra. Sus hermanos fueron José María González de Careaga Urquijo, concejal del primer Ayuntamiento bilbaíno de la dictadura de Franco, que presidió José María Areilza, y alcalde en 1938, e Ignacio González de Careaga Urquijo, secretario de Acción Tradicionalista de Vizcaya, entre 1923 y 1925 diputado provincial de Vizcaya, luego gobernador civil de Logroño, que perteneció a la Unión Patriótica en la dictadura de Primo de Rivera y en 1930 formó parte de nuevo de la Diputación vizcaína. Adolfo González de Careaga casó con María del Pilar Fontecha Epalza, natural de Orozco y tuvieron siete hijos, de los cuales Adolfo, abogado e industrial, fue consejero de La Gaceta del Norte, presidente del puerto autónomo de Bilbao y del partido liberal en el País Vasco y diputado a Cortes por Vizcaya.

### Estudios y ejercicio de abogado
Estudió Derecho en la Universidad de Deusto (1913-18). Autor de varias obras sobre historia vizcaína, como Migueletes, forales y miñones (Bilbao, 1907), un inventario documental de las Juntas de Avellaneda y otros trabajos. Más tarde, dedicado al ejercicio de su profesión y dada su vinculación al Colegio de Abogados de Vizcaya, presentó diversas enmiendas, aunque no prosperaron, al apéndice del código civil de Vizcaya, redactado en 1928 por una comisión que designó la junta de gobierno del citado órgano, a iniciativa de la Diputación provincial. Participó asimismo en las acciones que emprendió el mencionado colegio profesional contra la aplicación de la ley de la defensa de la República, extensible a las autoridades judiciales. Desempeñó el cargo de vicepresidente segundo de la Academia de Derecho y Ciencias Sociales en 1936.

### Alcalde de Bilbao
A su actividad profesional hay que sumar su participación en la gestión de la administración local bilbaína desde su elección como concejal del Ayuntamiento que presidió Juan Arancibia (1922-1923). Presente en el consistorio durante la dictadura de Primo de Rivera, tras dimitir éste en enero de 1930 el rey encargó al general Berenguer la formación del gobierno. Seguidamente, era decretado el cese de los Ayuntamientos y las Diputaciones en curso y, en consecuencia, se procedía a su sustitución por nuevas corporaciones locales y provinciales. Por real orden de 24 de febrero de 1930, Adolfo González de Careaga era nombrado alcalde de Bilbao, permaneciendo al frente de la administración local hasta la proclamación de la Segunda República el 14 de abril de 1931, concretamente entre el 26 de febrero de 1930 y el 11 de abril de 1931. Más tarde, se presentó como candidato por la circunscripción electoral de Vizcaya-capital en las elecciones a Cortes de noviembre de 1933, sin conseguir el escaño.

### Asesinado en los Ángeles Custodios
De afiliación monárquica, fue hecho prisionero durante la guerra civil y finalmente, el 4 de enero de 1937, fusilado en el convento bilbaíno de los Ángeles Custodios, que había sido fundado por su tía abuela Rafaela Ibarra Arambarri y habilitado durante la contienda como cárcel provisional. El Ayuntamiento de Bilbao acordó erigir una placa conmemorativa en su honor y en el de Gregorio Balparda, también asesinado durante la guerra, ambos exalcaldes del consistorio local. La bilbaína plaza de Indautxu llevó de 1937 a 1983 el nombre de Adolfo González de Careaga.